# Scrivimi ancora (film)
Scrivimi ancora, reso graficamente #ScrivimiAncora (Love, Rosie), è un film del 2014 diretto da Christian Ditter, basato sull'omonimo romanzo di Cecelia Ahern.

## Trama
Alex e Rosie sono il migliore amico l’uno dell’altra da tutta la vita. Il giorno del suo diciottesimo compleanno, Rosie, ubriaca, bacia Alex. Il giorno dopo è sconvolta e dice ad Alex che desidera dimenticare la notte passata. Greg, il "ragazzo più popolare del loro anno", invita Rosie al ballo della scuola. Lei, inizialmente intenzionata ad andarci con Alex, rifiuta. Alex pensando che Rosie non sia interessata a lui, per via del bacio da dimenticare il giorno del compleanno, invita Bethany. Durante il ballo, Rosie ha un rapporto sessuale con Greg, sfortunatamente il preservativo si sfila dentro di lei.
Rosie viene accettata per un corso di gestione alberghiera presso la Boston University. Si precipita a dirlo ad Alex, ma lo trova a fare sesso con Bethany. Scopre anche di essere incinta, ma si rifiuta di dirlo ad Alex, temendo che lui possa rinunciare alla sua possibilità di studiare ad Harvard, per aiutarla a prendersi cura di lei. Poco dopo Alex parte per l'America e intanto Rosie è indecisa se tenere la bambina da cui alla fine non riesce a staccarsi. Alex viene a sapere della gravidanza di Rosie da Bethany.
Cinque anni più tardi, Rosie visita Alex a Boston, trascorrendo una notte insieme a parlare e visitare luoghi. Il giorno seguente, si viene a sapere della gravidanza della sua ragazza, Sally. Rosie capisce che la vita di Alex non è felice e cerca di discuterne. Ma lui la respinge dicendo che almeno il loro bambino avrà entrambi i genitori. Infuriata Rosie lascia immediatamente Boston.
Tornata a casa, decisa a dare un volto al padre di sua figlia, si riconcilia con Greg, il quale era fuggito a Ibiza dopo aver saputo della gravidanza. Rosie viene poi a sapere che Alex e Sally si sono lasciati dopo aver saputo che il bambino non era suo. Alex partecipa ai funerali del padre di Rosie e si riconcilia con lei. Successivamente Rosie incontra Bethany, ora una famosa modella, e le suggerisce di cercare Alex che si trova a Boston.
Dopo aver osservato il comportamento maleducato di Greg al funerale, Alex scrive a Rosie una lettera dicendo che lei merita di meglio, qualcuno migliore di Greg. Greg trova la lettera e la nasconde. Rosie scopre che Greg la tradisce e i due divorziano. Mentre Rosie butta i suoi oggetti, trova la lettera di Alex, lo chiama, ma scopre che Bethany vive con lui e che i due si sono fidanzati ufficialmente. Invitano Rosie ad essere la "testimone" al loro matrimonio.
La figlia di Rosie, Katie, porta al matrimonio il suo migliore amico Toby e durante un ballo, Toby bacia improvvisamente Katie, lei lo spinge via e corre fuori. Rosie e Alex la seguono. Alex dice a Katie, sotto lo sguardo attonito di Rosie, di seguire i suoi sentimenti verso Toby altrimenti lei potrebbe pentirsene. Dopo un momento, Toby trova Katie e si scusa per quello che ha fatto e le dice di dimenticare tutto ciò che era accaduto ma i due ragazzi alla fine decidono di stare insieme assecondando i propri sentimenti, cosa che Rosie e Alex non avevano fatto.
Alex capisce che Rosie non ricorda il bacio che hanno condiviso durante il suo 18º compleanno, e che lui ha male interpretato il suo desiderio di dimenticare quella notte. Racconta l'episodio a Rosie che, sconvolta, ritorna a casa.
Tornata a casa finalmente Rosie apre il suo albergo, realizzando il suo sogno. Alex arriva al suo hotel affermando di aver annullato il proprio matrimonio, sottintendendo che lo aveva fatto per lei poiché anche Bethany, ex moglie di Alex, aveva capito i loro sentimenti. Infine i due, dopo anni di incomprensioni, riescono a stare insieme.

## Distribuzione
Il film è stato distribuito nel Regno Unito il 22 ottobre 2014, mentre in Germania il 30 ottobre 2014. In Italia è stato presentato in anteprima alla 9ª edizione del Festival internazionale del film di Roma, per poi essere distribuito nelle sale dal 30 ottobre 2014.